# Dobryszyce (gmina)
Dobryszyce – gmina wiejska w województwie łódzkim, w powiecie radomszczańskim. W latach 1975–1998 gmina położona była w województwie piotrkowskim.
Siedziba gminy to Dobryszyce.
Według danych z 30 czerwca 2010 gminę zamieszkiwało 4255 osób.

## Struktura powierzchni
Według danych z roku 2002 gmina Dobryszyce ma obszar 51,1 km², w tym:
- użytki rolne: 74%
- użytki leśne: 16%

Gmina stanowi 3,54% powierzchni powiatu.

## Demografia

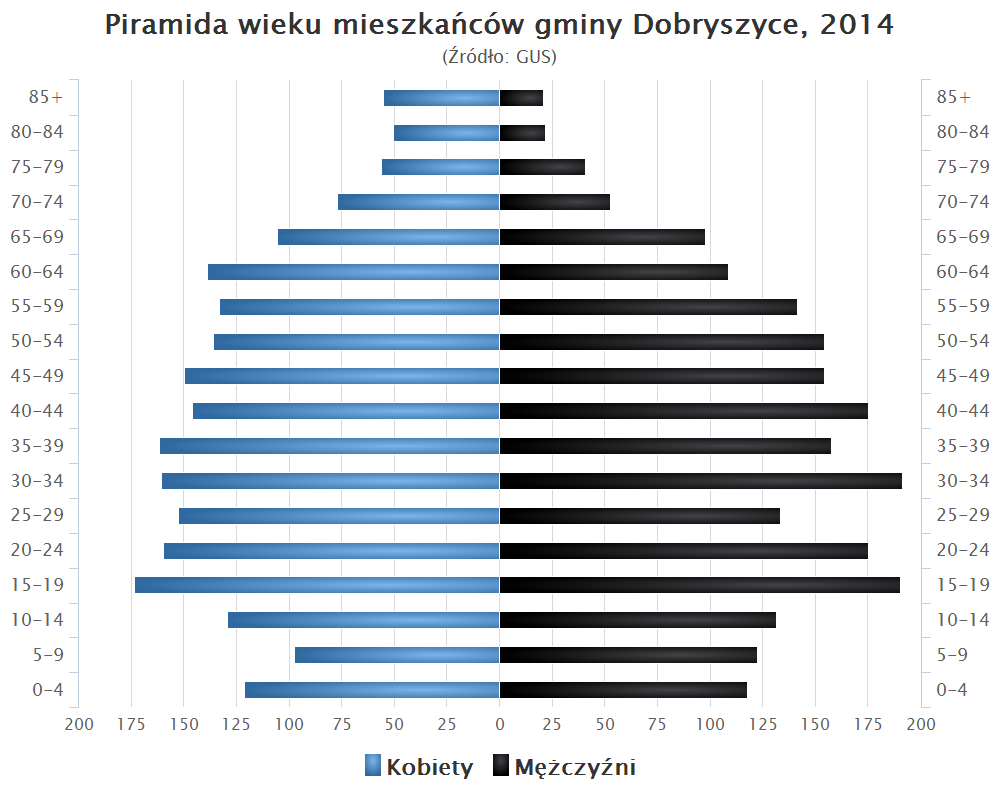
Piramida wieku mieszkańców gminy Dobryszyce w 2014 roku

Dane z 30 czerwca 2010:
| Opis                              | Ogółem | Ogółem | Kobiety | Kobiety | Mężczyźni | Mężczyźni |
| --------------------------------- | ------ | ------ | ------- | ------- | --------- | --------- |
| jednostka                         | osób   | %      | osób    | %       | osób      | %         |
| populacja                         | 4255   | 100    | 2164    | 50,9    | 2091      | 49,1      |
| gęstość zaludnienia (mieszk./km²) | 84     | 84     |         |         |           |           |

## Sołectwa
Blok Dobryszyce, Borowa, Borowiecko, Dobryszyce I, Dobryszyce II, Galonki, Rożny, Ruda, Wiewiórów, Zalesiczki, Zdania, Żaby.

## Miejscowości niesołeckie
Biała Góra, Huta Brudzka, Lefranów, Malutkie.

## Sąsiednie gminy
Gomunice, Kamieńsk, Kleszczów, Lgota Wielka, Ładzice, Radomsko, Radomsko (miasto)